# S/S Elfdalen
S/S Elfdalen är en tidigare svensk ångdriven varpbåt.
S/S Elfdalen byggdes 1888 av Ljusne mekaniska verkstad för att varpa timmer över Siljan för Dalelfarnas Flottningsförening. Den var en systerbåt till S/S Orsa.
Flottningen upphörde 1970, men flottningsföreningen hade redan 1966 sålt fartyget. Den ägs numera av en privatperson och har hemmahamn i Rättvik.